# It's Not Me, It's You
It's Not Me, It's You è il secondo album della cantante pop britannica Lily Allen, pubblicato il 6 febbraio 2009 in Italia e il 9 febbraio nel Regno Unito.
L'album è stato registrato nel 2008 e rappresenta per Lily Allen un cambio di stile musicale che la vede spostarsi dallo ska/reggae dell'album di debutto, Alright, Still del 2006 verso l'elettropop con elementi di jazz e country. L'album è stato scritto e prodotto assieme a Greg Kurstin, già al fianco della Allen per Alright, Still.
It's Not Me, It's You fu lodato dai critici musicali, che notarono la Allen per la sua "lingua avvelenata". Il disco fu un successo commerciale, tanto che debuttò alla posizione numero 1 nel Regno Unito, in Australia e in Canada. Nel Regno Unito ha venduto oltre 900 000 copie. Alla fine del decennio, l'album ha venduto 2 milioni di copie nel mondo.
Il singolo di lancio dell'album, The Fear, debuttò in vetta alla Official Singles Chart, dove rimase per quattro settimane di fila. Altre hit di grande successo internazionale furono Not Fair, Fuck You, e in misura minore 22 e Who'd Have Known, hit da top 5 nella classifica britannica. La canzone Back to the Start fu rilasciata esclusivamente in vinile in occasione del Record Store Day. Lily Allen si esibì in numerosi show televisivi per promuovere il disco, tra cui The Ellen DeGeneres Show. Lily Allen intraprese inoltre il tour mondiale It's Not Me, It's You World Tour, che il 28 ottobre 2009 l'ha portata anche in Italia all'Alcatraz di Milano.

## Tracce
Testi e musiche di Lily Allen e Greg Kurstin, eccetto dove indicato.
1. Everyone's at It – 4:38
2. The Fear – 3:27
3. Not Fair – 3:21
4. 22 – 3:06
5. I Could Say – 4:04
6. Back to the Start – 4:14
7. Never Gonna Happen – 3:27
8. Fuck You – 3:43
9. Who'd Have Known – 3:50 (Gary Barlow, Mark Owen, Steve Robson, Lily Allen, Greg Kurstin, Howard Donald, Jason Orange)
10. Chinese – 3:28
11. Him – 3:18
12. He Wasn't There – 2:51

Bonus tracks
1. Kabul Shit – 3:45
2. Fag Hag – 2:57
3. The Fear (Video)

## Classifiche

### Posizioni massime
| Classifica (2009)  | Posizione massima |
| ------------------ | ----------------- |
| Australia          | 1                 |
| Austria            | 21                |
| Belgio (Fiandre)   | 5                 |
| Belgio (Vallonia)  | 22                |
| Canada             | 1                 |
| Estonia            | 8                 |
| Europa             | 20                |
| Finlandia          | 11                |
| Francia            | 11                |
| Germania           | 17                |
| Grecia             | 4                 |
| Irlanda            | 3                 |
| Italia             | 41                |
| Messico            | 50                |
| Norvegia           | 26                |
| Nuova Zelanda      | 9                 |
| Paesi Bassi        | 17                |
| Regno Unito        | 1                 |
| Repubblica Ceca    | 11                |
| Spagna             | 93                |
| Svezia             | 14                |
| Svizzera           | 6                 |
| U.S. Billboard 200 | 5                 |

### Andamento nella classifica italiana
| Posizione | 85 | 91 | 77 | - | - | - | - | 69 | - | - | - | 73 | 42 | 41 | 49 | 50 | 53 | 60 | 55 | 78 | 82 | 88 | 82 |